# イーサン・エンブリー
イーサン・エンブリー（Ethan Embry, 1978年6月13日 - ）は、アメリカ合衆国の俳優である。カリフォルニア州ハンティントンビーチ出身。

## 来歴
子供の頃から子役として多くのテレビコマーシャル等に出演し、13歳で映画デビューした。1995年の『エンパイア レコード』までは「イーサン・ランドール」(Ethan Randall)の名前でクレジットされていた。

### プライベート
1998年11月14日に女優のアメリンダ・スミスと結婚し、一児をもうけたが2002年に離婚した。2005年には女優のサニー・メイブリーと再婚した。

## 主な出演作品

### 映画
- あなたの死後にご用心! Defending Your Life (1991)
- あぶない週末 Dutch (1991)
- クリスマスに万歳! All I Want for Christmas (1991)
- エボルバー Evolver (1995)
- エンパイア レコード Empire Records (1995)
- すべてをあなたに That Thing You Do! (1996)
- 白い嵐 White Squall (1996)
- ベガス・バケーション Vegas Vacation (1997)
- ダブル・ガントレット Montana (1998)
- ゴッド・アーミー/復讐の天使 The Prophecy II (1998)
- テキサス、ポップ81 Dancer, Texas Pop. 81 (1998)
- 洗脳 Disturbing Behavior (1998)
- 待ちきれなくて… Can't Hardly Wait (1998)
- インプラント They (2002)
- メラニーは行く! Sweet Home Alabama (2002)
- タイムライン Timeline (2003)
- モーテル Vacancy (2007)
- イーグル・アイ Eagle Eye (2008)
- ローンウルフ 真夜中の死闘 Late Phases（2014）
- ブラインドスポッティング Blindspotting (2018)
- ファースト・マン First Man (2018)
- CHASE/チェイス 猛追 Last Seen Alive (2022)

### テレビドラマ
- ジェシカおばさんの事件簿 Murder, She Wrote (1994-1995)
- ヘラクレス Hercules: The Animated Series (1998) テレビアニメ、声の出演
- スパイダーマン 新アニメシリーズ Spider-Man: The New Animated Series (2003) テレビアニメ、声の出演
- ブラザーフッド Brotherhood (2006-2008)
- リーガルに恋して Fairly Legal (2011)
- CSI:マイアミ CSI: Miami (2011)
- オズの魔法使い Dorothy and the Witches of Oz (2012) ミニシリーズ
- ワンス・アポン・ア・タイム Once Upon a Time (2013)
- ウォーキング・デッド The Walking Dead (2015)
- スニーキー・ピート Sneaky Pete (2015-2019)
- グレイス&フランキー Grace and Frankie (2015-2022)